# みちくさ (1974年のテレビドラマ)
『みちくさ』は、フジテレビ系列で1974年4月3日から6月26日まで、水曜夜9時からの1時間枠『水曜ドラマシリーズ』で放送されたテレビドラマ。

## 概要
中学卒業で集団就職して来た青年と、開業医の父に反発している青年を通して家族の在り方を考える。当時の世相を背景に、都会で暮らす若者が直面する様々な問題を通し、自立していく姿を描いたドラマ。
進吾（水谷豊）は開業医の息子。医大受験から逃げ家出する。
宗助（あおい輝彦）は会社を倒産させ夜逃げしてこの街に潜伏している。
進吾は宗助を慕い、屋台の焼鳥屋となる。その日常が描かれる。
最終回で宗助は、負債を返すために街を出る決意をし、進吾も受験のために家に帰す。
そして街に現れた風来坊（佐藤公彦）に、焼き鳥屋台道具一式を託す。

## キャスト
- 赤沢宗助：あおい輝彦
岩手県釜石市出身。集団就職で上京して10年になる。赤沢印刷を経営していたが倒産させてしまう[1]。
- 船木進吾：水谷豊
- 田辺未来：多岐川裕美
- 時田絹枝：京塚昌子
新聞スタンドの主人。
- ：柳生博
- すみ：木暮実千代
- 正平（「花代」の主人）：ハナ肇
- 花代（正平の妻）：木村俊恵
- しのぶ（正平の娘）：木村夏江
- 田中エリカ
- ニーナ：妞妞
- 二瓶貞夫：山本亘
未来の恋人。熊本出身。
- 島田幸男：高岡健二
宗助と一緒に集団就職して来た仲間。
- 渡辺：高津住男
社会福祉事務所勤務。
- 藤野常次郎：高松英郎
焼き鳥屋の主人。かつては中学校の英語教師だった。
- 高田：蟹江敬三
- 栄太郎：稲垣昭三
- 静江：中村たつ
- 船木誠吾（進吾の父）：永井智雄
- 船木ひろ子（進吾の母）：大塚道子
- 田辺謙之助（未来の父）：今福正雄
- ケメという若者：佐藤公彦
（最終回ワンシーンのみ特別出演。当時「あおい君と佐藤クン」というラジオ番組があり、そのつてで友情出演の扱いになったという）

## スタッフ
- 脚本：杉山義法
- 演出：澤井謙爾、矢崎一雄、浜忠臣
- 主題歌：「砂糖菓子の街」作詞・白石ありす／作曲・小室等／編曲・瀬尾一三／歌・亀渕友香
  - この曲はアルバムに同名曲があるが、それとは違い未発売。
  - タイトルバックの終盤、たくさんの鳩が飛び立つカットがあり、歌の最後には、その羽音も聞こえていた。
  - 最終回のラストに、佐藤公彦の「みちくさ」が挿入歌として使用された（同名であるが本番組の主題歌ではない）。

## サブタイトル
| 話数 | 放送日        | サブタイトル         | 演出     |
| ---- | ------------- | -------------------- | -------- |
| 1    | 1974年4月3日  | 出合い               | 澤井謙爾 |
| 2    | 1974年4月10日 | 友よー               | 矢崎一雄 |
| 3    | 1974年4月17日 | 夕焼けー             | 浜忠臣   |
| 4    | 1974年4月24日 | おふくろの味         | 矢崎一雄 |
| 5    | 1974年5月1日  | 責任                 | 浜忠臣   |
| 6    | 1974年5月8日  | そして海原よ         | 矢崎一雄 |
| 7    | 1974年5月15日 | 焼鳥に捧げるバラード | 浜忠臣   |
| 8    | 1974年5月22日 | おふくろブルース     | 矢崎一雄 |
| 9    | 1974年5月29日 | 白い花が咲いていた   | 浜忠臣   |
| 10   | 1974年6月5日  | 雨の中のモナリザ     | 矢崎一雄 |
| 11   | 1974年6月12日 | さらば友よ           | 浜忠臣   |
| 12   | 1974年6月19日 | さらば恋人           | 矢崎一雄 |
| 13   | 1974年6月26日 | そして宗助は行く     | 矢崎一雄 |